# Poșta, Giurgiu
Poșta (în trecut, și Prisicenii Turnescului) este un sat în comuna Buturugeni din județul Giurgiu, Muntenia, România. Este situat în partea de nord a județului, pe malul stâng al  Argeșului, la aproximativ 30 de kilometri de capiatala țării, București, si la aproximativ 75 de kilometri de reședința de județ, Giurgiu. În această localitate există o școală și o ferma de pui.